# Jayne Mansfield
Jayne Mansfield (nacida como Vera Jayne Palmer; Bryn Mawr, 19 de abril de 1933-Slidell, 29 de junio de 1967) fue una actriz estadounidense, conejita de Playboy y símbolo sexual de la década de 1950 y principios de la de 1960. Era conocida por sus numerosos trucos publicitarios y su vida privada abierta. Su carrera cinematográfica fue efímera, pero cosechó varios éxitos de taquilla y ganó un Premio Theatre World y un Globo de Oro. Se ganó el apodo de la «rubia tonta más inteligente de Hollywood».
Mansfield saltó a la fama tras interpretar el papel de la actriz ficticia Rita Marlowe en Will Success Spoil Rock Hunter? en Broadway entre 1955 y 1956, repitiéndolo en la adaptación cinematográfica de 1957. Otros papeles cinematográficos incluyen la comedia musical The Girl Can't Help It (1956), el drama The Wayward Bus (1957), la película neo-noir Too Hot to Handle (1960) y la comedia sexual Promises! Promises! (1963), esta última la convirtió en una de las primeras actrices estadounidenses importantes en interpretar una escena de desnudo en una película posterior al cine mudo. El nombre profesional de Mansfield proviene de su primer marido, el relacionista público Paul Mansfield. Se casó tres veces y se divorció dos veces. Un tercer divorcio iniciado no se formalizó al momento de su fallecimiento. Entre ambos matrimonios, tuvo cinco hijos. El 29 de junio de 1967, falleció en un accidente de tráfico a los 34 años.

## Biografía
Aunque naturalmente era de pelo castaño oscuro, se hizo famosa teñida como rubia platino al estilo de Marilyn Monroe. Mansfield fue asimismo playmate de la revista Playboy en febrero de 1955, aunque siguió apareciendo en dicha revista a lo largo de los años. Obtuvo los premios Theatre World Award, Golden Globe y Golden Laurel, al protagonizar algunos filmes de gran popularidad en su momento. En ellos siempre quedaban recalcados su cabello platino, su figura rotunda y su prominente busto. Su elevado coeficiente intelectual (163, según declaraba ella misma) también sirvió para alimentar el mito. Hablaba cinco idiomas y había estudiado piano y violín.
La actriz estuvo casada tres veces y tuvo cinco hijos. Se le atribuyen, además, numerosos romances, por ejemplo, con los políticos Robert F. Kennedy y John F. Kennedy, y otros hombres, como Claude Terrail, propietario de un restaurante parisino, y el playboy brasileño Jorge Guinle.
Es madre de la actriz Mariska Hargitay, protagonista de Law & Order: Special Victims Unit.

## Fallecimiento
Jayne Mansfield murió la noche del 29 de junio de 1967, a los 34 años, al estrellarse el automóvil en que viajaba con la parte trasera del remolque de un camión, en una autopista del estado de Luisiana. Iba acompañada por su chofer, por su última pareja (el abogado Sam Brody) y por tres de sus hijos. Los tres adultos, que viajaban en el asiento delantero, fallecieron en el acto. En cambio, los niños, al estar en el asiento trasero, solo sufrieron lesiones y heridas sin gravedad.
El accidente de tráfico en el que falleció en 1967 puso un abrupto punto final al declive artístico de Jayne Mansfield y tuvo un efecto inesperado: el organismo regulador de la seguridad vial obligó a instalar un parachoques en la parte inferior de los remolques de tractor. En los Estados Unidos, este tipo de protección sigue siendo conocida como la barra Mansfield.

## Filmografía
- Hell on Frisco Bay (1955)
- Female Jungle (1955)
- Pete Kelly's Blues (1955)
- Illegal (1955)
- The Girl Can't Help It (1956)
- The Burglar (1957)
- The Wayward Bus (1957)

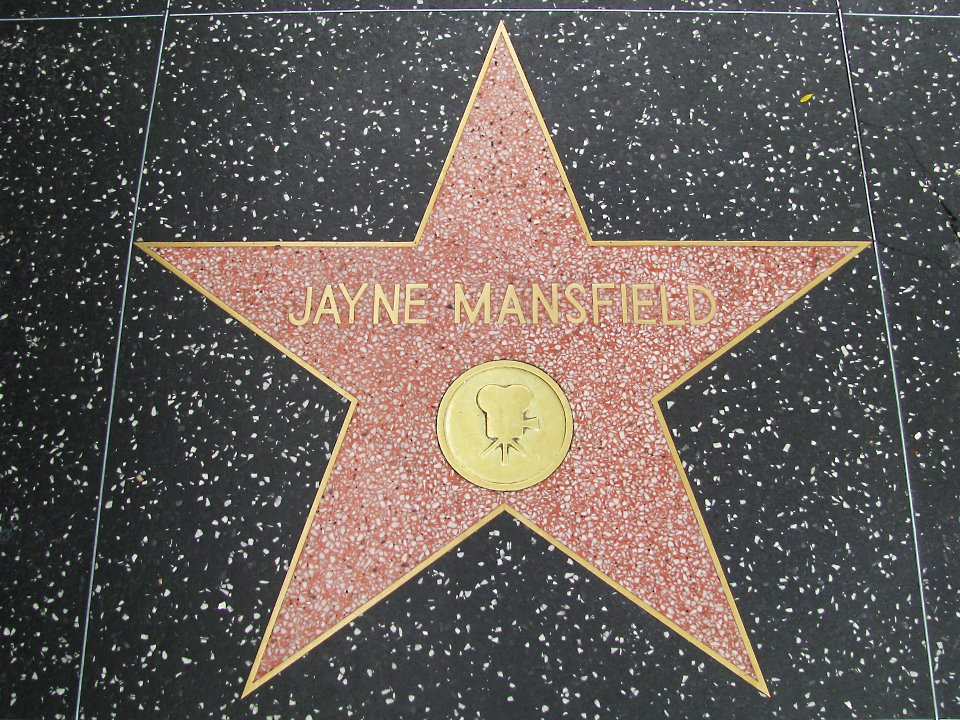
Estrella de Jayne Mansfield en el paseo de la fama en Hollywood

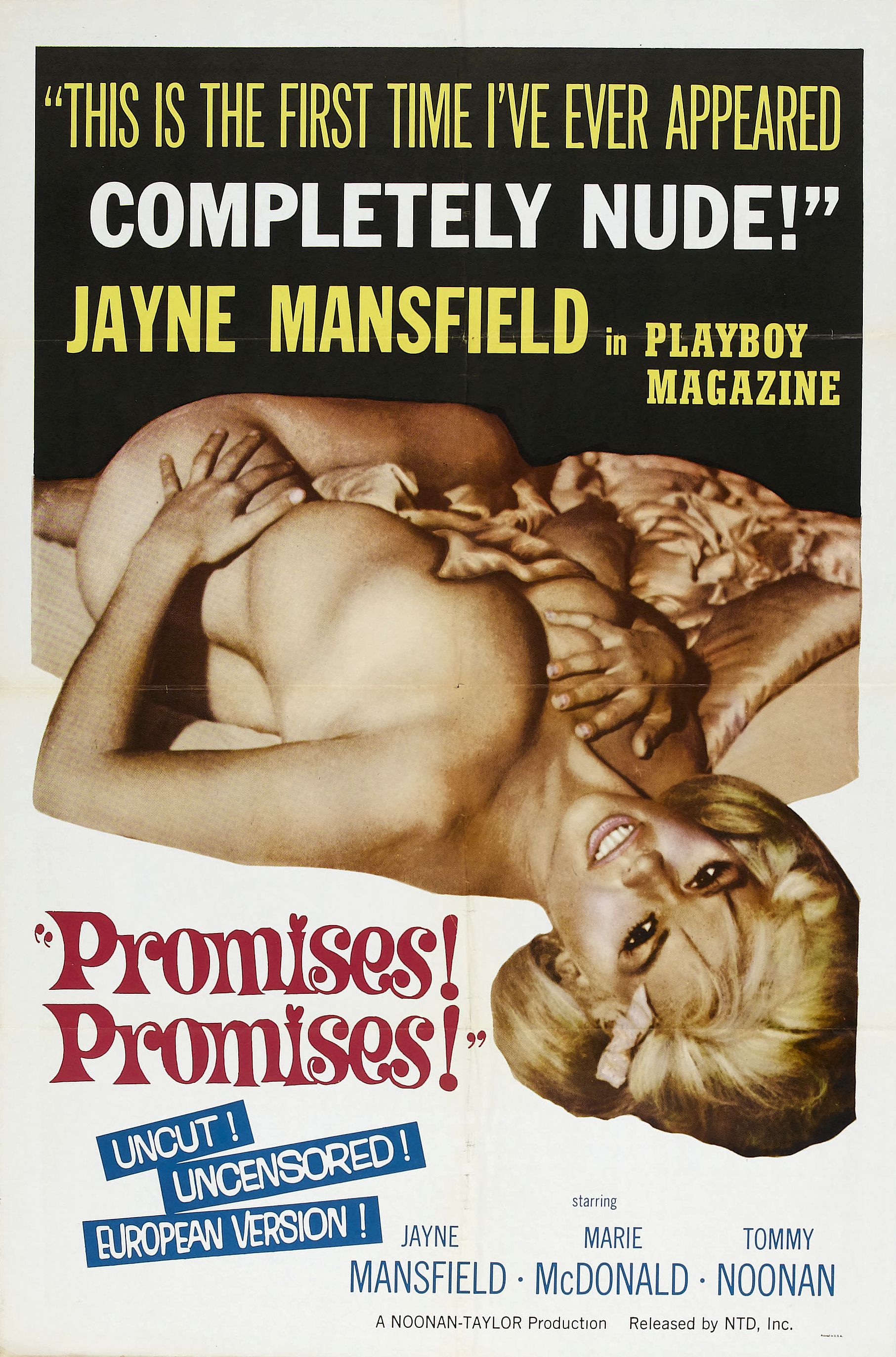
Cartel de Promises! Promises! (1963)

- Will Success Spoil Rock Hunter? (1957)
- Kiss Them for Me (1957)
- The Sheriff of Fractured Jaw (1958)
- The Challenge (1960)
- Too Hot to Handle (1960)
- The Loves of Hercules (1960)
- The George Raft Story (1961)
- Lykke og krone (1962) (documental)
- It Happened In Athens (1962)
- Homesick for St. Pauli (1963)
- Promises! Promises! (1963)
- Primitive Love (1964)
- Panic Button (1964)
- Dog Eat Dog (1964)
- The Loved One (1965) (escenas eliminadas)
- The Las Vegas Hillbillys (1966)
- The Fat Spy (1966)
- A Guide for the Married Man (1967)
- Spree (1967) (documental)
- Mondo Hollywood (1967) (documental)
- The Wild, Wild World of Jayne Mansfield (1968) (documental)
- Single Room Furnished (1968)